# Лесной муниципальный округ
Лесно́й муниципа́льный о́круг —  административно-территориальная единица (округ) и муниципальное образование на севере Тверской области России.
Административный центр — село Лесное.

## География
Площадь 1633 км². Основные реки — Молога (протяженность в границах района 44 км), Сорогожа (53 км), Полонуха. Есть много озер.

## История
Район, с центром в селе Смердынь, был образован 12 июля 1929 года, как Михайловский район Бежецкого округа Московской области. Первый районный съезд Советов состоялся 11 августа 1929 года. В состав района вошли следующие сельсоветы бывшей Тверской губернии:
- из Весьегонского уезда:
  - из Лукинской волости: Семытинский
  - из Топалковской волости: Борисовский (Нижние Пороги)
- из Вышневолоцкого уезда:
  - из Михайловской волости: Бохтовский, Васютинский, Виглинский, Городковский, Кедровский, Костыговский, Лопастинский, Мало-Загорский, Мардасский, Мартышевский, Михайловский, Монаковский, Пенякинский, Пестовский, Погостищенский, Смердынский, Соргожский, Стройковский
  - из Парьевской волости: Парьевский, Телятниковский, Хмелевский, Язовицкий.

12 сентября 1930 года Семытинский с/с был передан в Пестовский район Череповецкого округа Ленинградской области.
В августе 1930 года округа были ликвидированы, район остался в составе Московской области.
31 августа 1930 года село Смердынь было переименовано в село Лесное, Смердынский с/с — в Лесной, а Михайловский район — в Лесной район.
29 января 1935 года Лесной район вошёл в состав Калининской области.
1 февраля 1963 года район был упразднён, 30 декабря 1966 восстановлен.
29 декабря 2019 года муниципальный район был упразднён, а все входившие в его состав сельские поселения объединены в муниципальное образование Лесной муниципальный округ.

## Население
| 1939   | 1959    | 1970    | 1979  | 1989  | 2002  | 2006  | 2009  | 2010  |
| ------ | ------- | ------- | ----- | ----- | ----- | ----- | ----- | ----- |
| 21 920 | ↘15 718 | ↘10 740 | ↘8832 | ↘8177 | ↘6833 | ↘6200 | ↘5844 | ↘5252 |
| 2011   | 2012    | 2013    | 2014  | 2015  | 2016  | 2017  | 2018  | 2019  |
| ↘5219  | ↘5133   | ↘5074   | ↘5037 | ↘4959 | ↘4820 | ↘4713 | ↘4638 | ↘4527 |
| 2020   | 2021    |         |       |       |       |       |       |       |
| ↘4414  | ↘4101   |         |       |       |       |       |       |       |

Население района по данным на 1 января 2016 года составляет 4,8 тыс. человек. Средний возраст населения района 56,9 года. Рождаемость 50-55 человек в год, смертность — 200 человек в год. Всего насчитывается 144 населённых пункта, из которых более 60 — нежилые. На 1 января 2017 года население района составило 4,6 тыс.человек. По данным ГБУЗ ТО "ЦРБ Лесного района" число населения на 2018 год, приписанного к ВОП составляет 4949 человек из них 1535 пенсионеров, 772 ребёнка, 287 инвалидов.Население на 1.01.2019 составило 4527 человек.
По итогам переписи населения 2020 года проживали следующие национальности (национальности менее 0,1 % и другое, см. в сноске к строке «Другие»):
| Национальность | Численность, чел. | Доля     |
| -------------- | ----------------- | -------- |
| Русские        | 3885              | 94,73 %  |
| Чеченцы        | 52                | 1,27 %   |
| Цыгане         | 37                | 0,90 %   |
| Марийцы        | 20                | 0,49 %   |
| Другие         | 107               | 2,61 %   |
| Итого          | 4101              | 100,00 % |

## Административно-муниципальное устройство до 2019 года

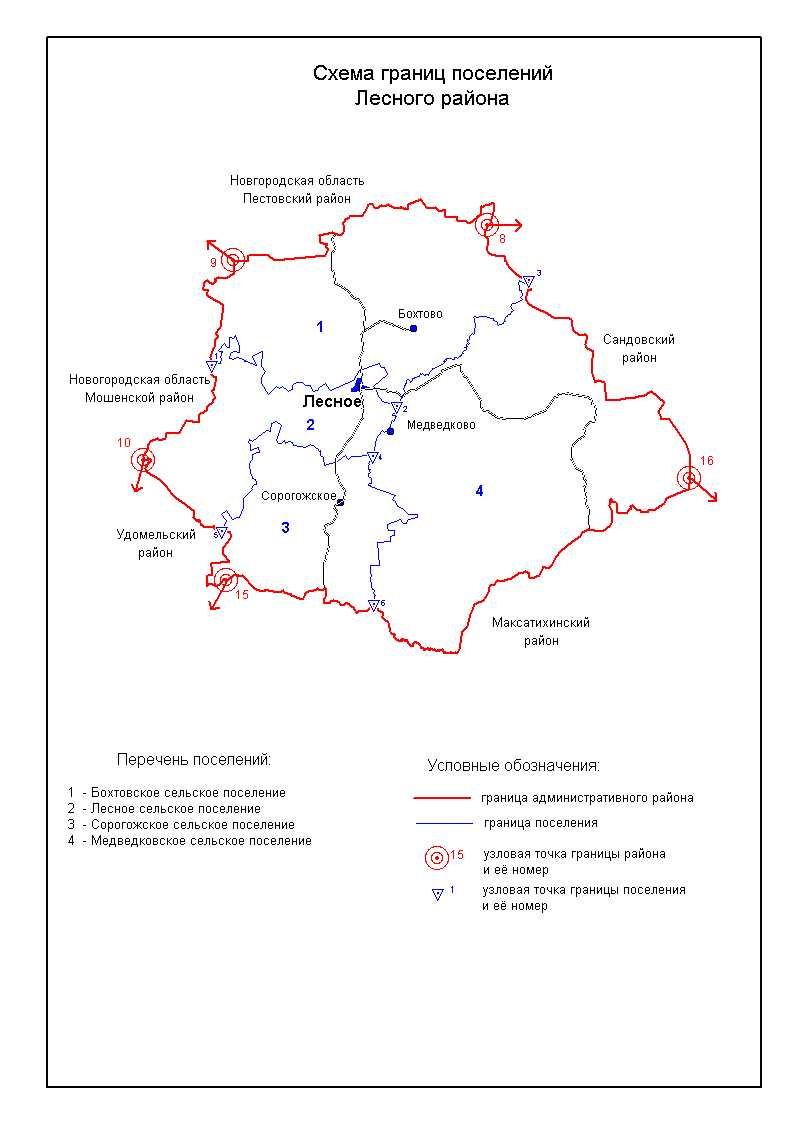
Схема границ муниципальных образований до 2019 года

В Лесной район, с точки зрения административно-территориального устройства области, входили 4 поселения.
В Лесной муниципальный район, с точки зрения муниципального устройства, с 1 января 2006 года до 29 декабря 2019 года входили 4 муниципальных образования со статусом сельских поселений:
| № | Муниципальное образование        | Административный центр | Количество населённых пунктов | Население (чел.) | Площадь (км²) |
| - | -------------------------------- | ---------------------- | ----------------------------- | ---------------- | ------------- |
| 1 | Бохтовское сельское поселение    | село Лесное            | 68                            | ↘1169            | 459,86        |
| 2 | Лесное сельское поселение        | село Лесное            | 21                            | ↘1915            | 185,53        |
| 3 | Медведковское сельское поселение | посёлок Медведково     | 23                            | ↘560             | 759,91        |
| 4 | Сорогожское сельское поселение   | село Сорогожское       | 32                            | ↘770             | 227,69        |

### Населённые пункты
В муниципальном округе насчитывается 144 сельских населённых пунктов.
| №   | Населённый пункт  | Тип              | Население | муниципальное образование (до 2019 года) |
| --- | ----------------- | ---------------- | --------- | ---------------------------------------- |
| 1   | Абакумово         | деревня          | ↘12       | Бохтовское сельское поселение            |
| 2   | Аборяты           | деревня          | ↘1        | Бохтовское сельское поселение            |
| 3   | Алексейково       | село             | ↘202      | Сорогожское сельское поселение           |
| 4   | Андрейково        | деревня          | 0         | Сорогожское сельское поселение           |
| 5   | Андрюшино         | деревня          | 1         | Лесное сельское поселение                |
| 6   | Антоново          | деревня          | ↗9        | Бохтовское сельское поселение            |
| 7   | Антушино          | деревня          | ↘9        | Бохтовское сельское поселение            |
| 8   | Аньково           | деревня          | ↘9        | Бохтовское сельское поселение            |
| 9   | Артиханово        | деревня          | ↘0        | Бохтовское сельское поселение            |
| 10  | Бирюльки          | деревня          | 1         | Сорогожское сельское поселение           |
| 11  | Бобово            | деревня          | ↗5        | Бохтовское сельское поселение            |
| 12  | Богуславль        | деревня          | ↘0        | Бохтовское сельское поселение            |
| 13  | Большое Загорье   | деревня          | 1         | Сорогожское сельское поселение           |
| 14  | Большое Кузёмкино | деревня          | ↘19       | Бохтовское сельское поселение            |
| 15  | Большой Бор       | деревня          | 1         | Медведковское сельское поселение         |
| 16  | Борисково         | деревня          | ↘0        | Бохтовское сельское поселение            |
| 17  | Борисовское       | село             | ↘64       | Медведковское сельское поселение         |
| 18  | Борки             | деревня          | ↗60       | Бохтовское сельское поселение            |
| 19  | Бор-Пруды         | деревня          | ↘119      | Лесное сельское поселение                |
| 20  | Бохтово           | деревня          | ↘62       | Бохтовское сельское поселение            |
| 21  | Бродыгино         | деревня          | ↘8        | Бохтовское сельское поселение            |
| 22  | Вакорино          | деревня          | 1         | Сорогожское сельское поселение           |
| 23  | Варварина Гора    | деревня          | 0         | Лесное сельское поселение                |
| 24  | Васьково          | деревня          | 0         | Сорогожское сельское поселение           |
| 25  | Васютино          | деревня          | 20        | Медведковское сельское поселение         |
| 26  | Верхние Пороги    | деревня          | 17        | Медведковское сельское поселение         |
| 27  | Виглино           | деревня          | ↘1        | Лесное сельское поселение                |
| 28  | Высочка           | деревня          | 0         | Лесное сельское поселение                |
| 29  | Глазачёво         | деревня          | ↘1        | Бохтовское сельское поселение            |
| 30  | Горка             | деревня          | 5         | Медведковское сельское поселение         |
| 31  | Городок           | деревня          | ↗220      | Лесное сельское поселение                |
| 32  | Григино           | деревня          | ↘5        | Бохтовское сельское поселение            |
| 33  | Гузеево           | деревня          | 11        | Медведковское сельское поселение         |
| 34  | Дворищи           | деревня          | 11        | Лесное сельское поселение                |
| 35  | Демидиха          | деревня          | 1         | Сорогожское сельское поселение           |
| 36  | Добрый Бор        | деревня          | 0         | Медведковское сельское поселение         |
| 37  | Довечки           | деревня          | 7         | Сорогожское сельское поселение           |
| 38  | Долгий Мост       | хутор            | 0         | Медведковское сельское поселение         |
| 39  | Дорка             | деревня          | 6         | Медведковское сельское поселение         |
| 40  | Дубки             | деревня          | →0        | Бохтовское сельское поселение            |
| 41  | Дуброво           | деревня          | →0        | Бохтовское сельское поселение            |
| 42  | Дудкино           | деревня          | ↘60       | Бохтовское сельское поселение            |
| 43  | Железенка         | посёлок          | 15        | Медведковское сельское поселение         |
| 44  | Житенка           | деревня          | 14        | Сорогожское сельское поселение           |
| 45  | Заболотье         | деревня          | 11        | Медведковское сельское поселение         |
| 46  | Залесное          | деревня          | ↘27       | Бохтовское сельское поселение            |
| 47  | Заречье           | деревня          | 1         | Медведковское сельское поселение         |
| 48  | Застижье          | деревня          | ↘0        | Сорогожское сельское поселение           |
| 49  | Застровье         | деревня          | ↘146      | Бохтовское сельское поселение            |
| 50  | Зелениха          | деревня          | →0        | Бохтовское сельское поселение            |
| 51  | Ивашково          | деревня          | ↘0        | Бохтовское сельское поселение            |
| 52  | Изосимово         | деревня          | ↘1        | Бохтовское сельское поселение            |
| 53  | Ильюшкино         | деревня          | 1         | Сорогожское сельское поселение           |
| 54  | Ионово            | деревня          | →0        | Бохтовское сельское поселение            |
| 55  | Каменка           | деревня          | 0         | Медведковское сельское поселение         |
| 56  | Кедрово           | деревня          | →0        | Бохтовское сельское поселение            |
| 57  | Клубаково         | деревня          | ↘1        | Бохтовское сельское поселение            |
| 58  | Кожина Гора       | деревня          | ↘81       | Сорогожское сельское поселение           |
| 59  | Кокорево          | деревня          | ↘19       | Бохтовское сельское поселение            |
| 60  | Коптяжиха         | деревня          | 0         | Сорогожское сельское поселение           |
| 61  | Коречкино         | деревня          | ↘0        | Бохтовское сельское поселение            |
| 62  | Костыгово         | деревня          | →1        | Бохтовское сельское поселение            |
| 63  | Костюшино         | деревня          | 13        | Медведковское сельское поселение         |
| 64  | Красный Городок   | посёлок          | 1         | Медведковское сельское поселение         |
| 65  | Крахмальный Завод | населённый пункт | 0         | Лесное сельское поселение                |
| 66  | Кривая Гора       | деревня          | →33       | Бохтовское сельское поселение            |
| 67  | Лемешиха          | деревня          | 0         | Сорогожское сельское поселение           |
| 68  | Лесное            | село             | ↘1666     | Лесное сельское поселение                |
| 69  | Леугино           | деревня          | →9        | Бохтовское сельское поселение            |
| 70  | Лопастино         | деревня          | ↘0        | Бохтовское сельское поселение            |
| 71  | Лопатиха          | деревня          | ↘71       | Лесное сельское поселение                |
| 72  | Лукотино          | деревня          | →6        | Бохтовское сельское поселение            |
| 73  | Лутьянцево        | деревня          | ↘0        | Бохтовское сельское поселение            |
| 74  | Лыкошино          | деревня          | ↘22       | Бохтовское сельское поселение            |
| 75  | Малое Загорье     | деревня          | 0         | Сорогожское сельское поселение           |
| 76  | Малое Кузёмкино   | деревня          | ↗18       | Бохтовское сельское поселение            |
| 77  | Мартемьянцево     | деревня          | 1         | Медведковское сельское поселение         |
| 78  | Мартышево         | деревня          | 0         | Лесное сельское поселение                |
| 79  | Маслово           | деревня          | 0         | Сорогожское сельское поселение           |
| 80  | Медведково        | посёлок          | ↘350      | Медведковское сельское поселение         |
| 81  | Михайловское      | деревня          | ↘149      | Бохтовское сельское поселение            |
| 82  | Монаково          | деревня          | ↘60       | Бохтовское сельское поселение            |
| 83  | Мордасы           | деревня          | 1         | Медведковское сельское поселение         |
| 84  | Мосейково         | деревня          | ↘29       | Бохтовское сельское поселение            |
| 85  | Мотыли            | деревня          | ↘103      | Сорогожское сельское поселение           |
| 86  | Мощанское         | деревня          | ↘9        | Бохтовское сельское поселение            |
| 87  | Немцово           | деревня          | →6        | Бохтовское сельское поселение            |
| 88  | Нивищи            | деревня          | 5         | Медведковское сельское поселение         |
| 89  | Никиткино         | деревня          | ↘0        | Бохтовское сельское поселение            |
| 90  | Никольское        | село             | ↘131      | Бохтовское сельское поселение            |
| 91  | Новая Горка       | деревня          | ↘31       | Бохтовское сельское поселение            |
| 92  | Новознаменское    | деревня          | ↘20       | Бохтовское сельское поселение            |
| 93  | Обретино          | деревня          | 1         | Лесное сельское поселение                |
| 94  | Овсянниково       | деревня          | 6         | Лесное сельское поселение                |
| 95  | Овчуха            | деревня          | 5         | Сорогожское сельское поселение           |
| 96  | Орлово            | деревня          | ↘9        | Бохтовское сельское поселение            |
| 97  | Ошеево            | деревня          | ↘79       | Бохтовское сельское поселение            |
| 98  | Падережка         | деревня          | 0         | Сорогожское сельское поселение           |
| 99  | Парьево           | деревня          | 77        | Сорогожское сельское поселение           |
| 100 | Пенякино          | деревня          | 10        | Сорогожское сельское поселение           |
| 101 | Пестово           | деревня          | ↘26       | Бохтовское сельское поселение            |
| 102 | Плоское           | деревня          | →0        | Бохтовское сельское поселение            |
| 103 | Погорелец         | деревня          | 1         | Сорогожское сельское поселение           |
| 104 | Погостищи         | деревня          | ↘1        | Бохтовское сельское поселение            |
| 105 | Погребное         | деревня          | ↘1        | Бохтовское сельское поселение            |
| 106 | Подборовье        | деревня          | 1         | Сорогожское сельское поселение           |
| 107 | Подусово          | деревня          | 0         | Лесное сельское поселение                |
| 108 | Половницкое       | деревня          | ↘20       | Бохтовское сельское поселение            |
| 109 | Полонское         | деревня          | ↘11       | Бохтовское сельское поселение            |
| 110 | Поповка           | деревня          | ↘1        | Бохтовское сельское поселение            |
| 111 | Рассадники        | деревня          | 7         | Медведковское сельское поселение         |
| 112 | Рощино            | деревня          | →0        | Бохтовское сельское поселение            |
| 113 | Ручей             | деревня          | →17       | Бохтовское сельское поселение            |
| 114 | Рыжно             | деревня          | 6         | Сорогожское сельское поселение           |
| 115 | Свищево           | деревня          | ↗173      | Бохтовское сельское поселение            |
| 116 | Семёново          | деревня          | 1         | Сорогожское сельское поселение           |
| 117 | Солнцово          | деревня          | ↘1        | Бохтовское сельское поселение            |
| 118 | Сорогожское       | село             | ↘264      | Сорогожское сельское поселение           |
| 119 | Сошниково         | деревня          | 0         | Лесное сельское поселение                |
| 120 | Спасс             | деревня          | ↘12       | Бохтовское сельское поселение            |
| 121 | Спирово           | деревня          | 63        | Лесное сельское поселение                |
| 122 | Старая Горка      | деревня          | ↗24       | Бохтовское сельское поселение            |
| 123 | Столбово          | деревня          | 0         | Сорогожское сельское поселение           |
| 124 | Стройково         | деревня          | 25        | Сорогожское сельское поселение           |
| 125 | Струбно           | деревня          | 1         | Сорогожское сельское поселение           |
| 126 | Студеник          | деревня          | →5        | Бохтовское сельское поселение            |
| 127 | Стучево           | деревня          | ↗11       | Бохтовское сельское поселение            |
| 128 | Сумароково        | деревня          | 1         | Лесное сельское поселение                |
| 129 | Сундуки           | деревня          | 7         | Сорогожское сельское поселение           |
| 130 | Сутоки            | деревня          | 1         | Медведковское сельское поселение         |
| 131 | Телятники         | деревня          | ↘127      | Медведковское сельское поселение         |
| 132 | Терпежи           | деревня          | ↘1        | Бохтовское сельское поселение            |
| 133 | Трубино           | деревня          | ↘22       | Бохтовское сельское поселение            |
| 134 | Федяевка          | деревня          | ↘12       | Бохтовское сельское поселение            |
| 135 | Федяйково         | деревня          | 12        | Медведковское сельское поселение         |
| 136 | Федотково         | деревня          | 43        | Сорогожское сельское поселение           |
| 137 | Хальково          | деревня          | 52        | Сорогожское сельское поселение           |
| 138 | Хмелево           | деревня          | →0        | Бохтовское сельское поселение            |
| 139 | Чёкотово          | деревня          | 1         | Лесное сельское поселение                |
| 140 | Чернятка          | деревня          | 17        | Лесное сельское поселение                |
| 141 | Шакшино           | деревня          | ↘1        | Бохтовское сельское поселение            |
| 142 | Шатеево           | деревня          | 1         | Лесное сельское поселение                |
| 143 | Шернино           | деревня          | ↗38       | Бохтовское сельское поселение            |
| 144 | Язовицы           | деревня          | 1         | Лесное сельское поселение                |

Упразднённые населённые пункты:
- 2001 год — деревни Дубки (Застровский сельский округ), Вышетино, Абовары[31]

## Экономика
Среднегодовая численность занятых в экономике — 3,4 тысячи чел. На территории муниципального образования действует три промышленных предприятия: АО «Лесной молочный завод», ООО «Лесной межхозяйственный лесхоз», ПО «Хлеб». В отрасли сельскохозяйственного производства работает 10 предприятий. Строительную отрасль представляет ООО «Лесное СМУ». Наиболее крупным предприятием района, занимающимся оказанием бытовых услуг населению и услуг розничной торговли, является Лесное районное потребительское общество. В различных отраслях экономики занимаются трудовой деятельностью 100 предпринимателей. Жилищно-коммунальные услуги населению района предоставляет МУП "Коммунальное хозяйство" Лесного района.
- Колхоз «Ленинский путь» — находится в северно-западной части Лесного района. Центральная усадьба села Михайловское, расположенная от районного центра на расстоянии 15 км. Общая земельная площадь — 4370 га, в том числе сельскохозяйственных угодий - 2034 га в совместной собственности. Специализация хозяйства молочно-мясное. Ежегодно производится 1300 тонн молока и 100 тонн мяса. Колхоз не имеет задолженности в бюджеты и внебюджетные фонды. Хозяйство рентабельное, получено прибыли за 2006 год 3 млн рублей.
- Колхоз «Дружба» — центральная усадьба деревня Застровье, расположенная на расстоянии 8 км от районного центра. Общая земельная площадь — 7709 га, в том числе сельскохозяйственных угодий — 2670 га в совместной собственности. Специализация хозяйства молочно-мясное. Ежегодно производится 1100 тонн молока и 50 тонн мяса. Хозяйство рентабельное, не имеет задолженности в бюджеты и внебюджетные фонды.
- Колхоз «Победа» — самое крупное хозяйство района, центральная усадьба c.Лесное. На протяжении многих лет ведет рентабельное производство и постоянно его наращивает. Общая земельная площадь — 9861 га, в том числе сельскохозяйственных угодий — 4851 га в совместной собственности. Специализация хозяйства молочно-мясное. Ежегодно производится 2200 тонн молока и 200 тонн мяса. Колхоз не имеет задолженности в бюджеты и внебюджетные фонды.

## Транспорт
5 ноября 2016 года прекращено автобусное сообщение Лесное-Тверь. Остались частные маршрутки «Автоэкспресс». По вторникам и пятницам из крупных сел района (Бохтово, Михайловское, Сорогожское, Медведково, Телятники) в районный центр приезжают автобусы, перевозящие местное население.

## Культура
В настоящее время на территории района действует две средние общеобразовательные, одна основная общеобразовательная, одна начальная общеобразовательные школы, четыре учреждения дошкольного образования. В сфере культуры функционирует 13 библиотек, 15 клубных учреждений. В сфере здравоохранения действует МУ «Лесная ЦРБ», 12 медицинских пунктов.
В сфере социальной защиты населения функционирует «Центр социального обслуживания», дом-интернат для одиноких и престарелых в село Алексейково на 30 мест, дом-интернат для одиноких и престарелых на 25 мест, реабилитационный центр для несовершеннолетних на 15 мест в посёлке Лесное.
Регулярно издается местная газета «Лесной вестник», публикующая новости страны, области и района. В газете помещаются репортажи местных корреспондентов о различных аспектах жизни района. Отдел культуры районной администрации проводит множество традиционных мероприятий, таких как день района, день работников сельского хозяйства, празднование Дня Победы. Заведующая отделом культуры района Ирина Москалева является инициатором присвоения имени героя Чесменской битвы, уроженца района лейтенанта Ильина базовому тральщику «БТ-40», приписанному к черноморскому флоту России. Её инициативой является предложение внести День Чесменской битвы в список дней военно-морской славы России.
В районном центре имеется клуб, принадлежащий колхозу «Победа». Клуб играет роль районного культурного центра. В помещении танцевального зала проходят торжественные заседания работников района, регистрации браков. В клубе концертный зал на 300 человек, танцевальный зал, помещения для занятия танцами и музыкой. Клуб - место регулярно проводимых районных праздников, концертов, торжественных мероприятий. В этом же здании находится районная библиотека с читальным залом. С мая 2009 года при библиотеке работает Деловой информационный центр, оказывающий информационную и правовую поддержку субъектам малого и среднего бизнеса.

## Достопримечательности

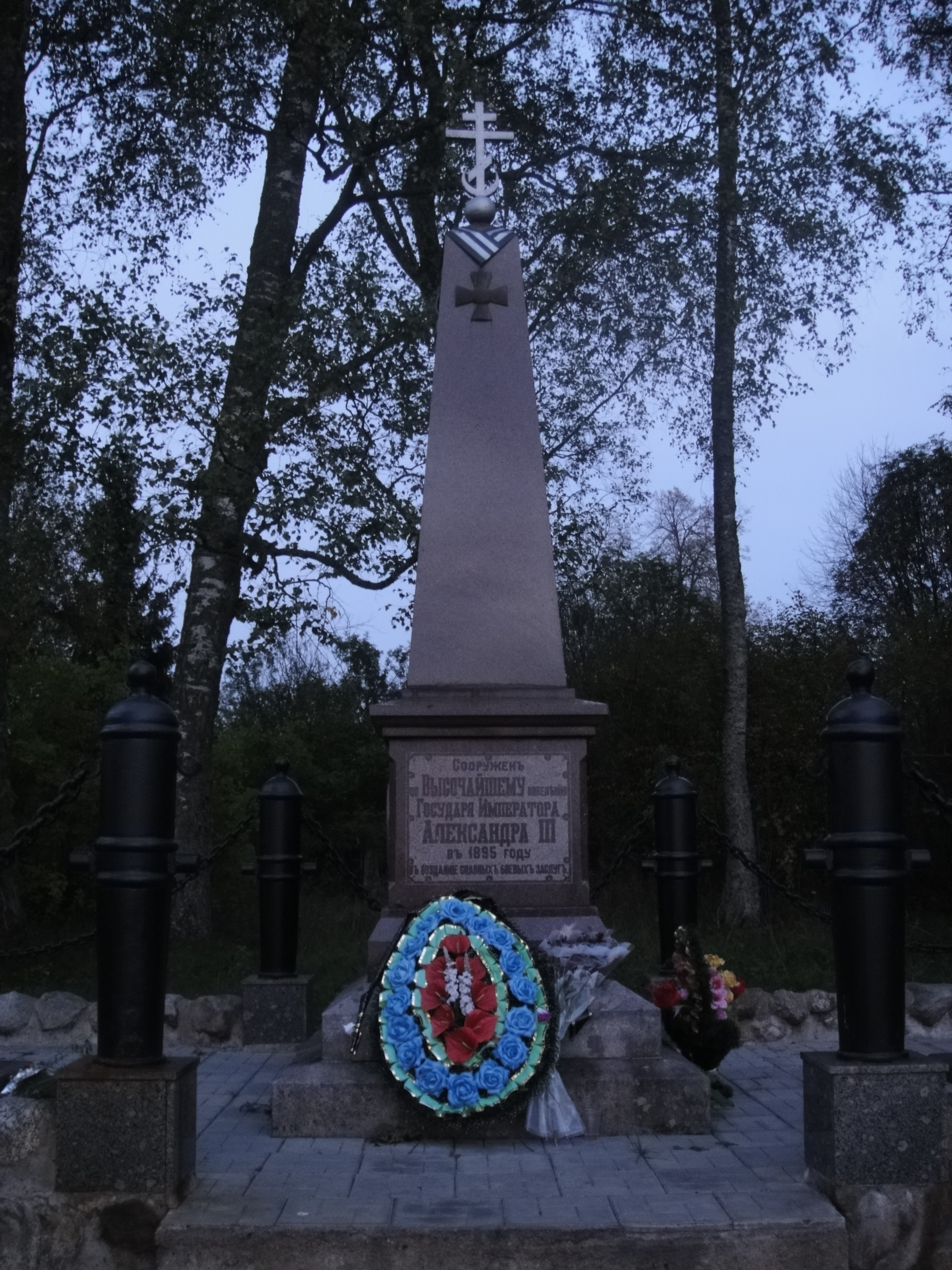
Могила Д. Ильина

- Церковь иконы Казанской Божьей Матери начало XIX века в селе Борисовское (Нижние Пороги)
- Вознесенская церковь (1749 год) в селе Михайловское.
- Церковь Александра Невского (1886 год) в селе Алексейково.
- Три часовни — в селе Лесное, в деревне Гузеево и в местечке Борулица.
- Деревянная церковь Сергия Радонежского в деревне Пестово – постройка 1881 года.
- Усадебные дома XIX века в селе Алексейково и деревне Ошеево.
- Памятник герою Чесменского морского сражения 1770 года лейтенанту Ильину, установленный в 1895 году на его могиле в деревне Застижье.

На территории района расположено 74 памятника археологии, отнесённых постановлением Губернатора Тверской области №468 к памятникам истории и культуры Тверской области местного значения.